# Teddy Reno
Teddy Reno (nom de naissance : Ferruccio Merk Ricordi), né à Trieste le 11 juillet 1926 , est un chanteur, acteur et producteur italien naturalisé suisse.

## Biographie
Teddy Reno est né Trieste et a fait ses débuts sur Radio Trieste lors de l'administration anglo-américaine de la ville, pendant la Seconde Guerre mondiale avec la chanson  Eterno ritornello (Te vojo ben ). Il entre en tant que chanteur dans l' orchestre de Teddy Foster, avec qui il a voyagé à travers l'Europe et Afrique du Nord . En 1948, il fonde l'une des premières compagnies de disques de l'Italie , CGD (Compagnia Generale del Disco ), qu'il vend à Ladislao Sugar, un éditeur d'origine hongroise,,
Teddy Reno a un il grand succès en tant que chanteur dans les années 1950 , puis à partir de 1960, il axe sa carrière sur la découverte et la production de nouveaux talents , principalement à travers le festival degli sconosciuti (festival des inconnus) qu'il a créé en 1961,Parmi les chanteurs lancés par son festival, les Rokes, Dino et Rita Pavone, qu'il épouse en 1968,
Teddy Reno a également été actif comme un acteur de cinéma et de scène et un présentateur de radio - télévision.

## Filmographie partielle
- 1951 : Miracolo a Viggiù, réalisation de Luigi Giachino (it)
- 1953 : La Route du bonheur, réalisation de Giorgio Simonelli
- 1954 :
  - Le vacanze del sor Clemente, réalisation de Camillo Mastrocinque
  - I cinque dell'Adamello, réalisation de Pino Mercanti
  - Ballata tragica, réalisation de Luigi Capuano
- 1955 : La Vengeance du destin (Vendicata!), réalisation de Giuseppe Vari
- 1956 :
  - Una voce una chitarra un po' di luna, réalisation de Giacomo Gentilomo
  - Totò, Peppino et la Danseuse (Totò, Peppino e... la malafemmina), réalisation de Camillo Mastrocinque
  - Totò, Peppino e i fuorilegge, réalisation de Camillo Mastrocinque
  - Due sosia in allegria, réalisation de Ignazio Ferronetti
- 1957 :
  - Vacanze a Portofino, réalisation de Hans Deppe
  - Dites 33 (Totò, Vittorio e la dottoressa), réalisation de Camillo Mastrocinque
  - Peppino, le modelle e... "chella llà" de Mario Mattoli
- 1959 :
  - Il nemico di mia moglie, réalisation de Gianni Puccini
  - Destinazione Sanremo, réalisation de Domenico Paolella
- 1960 :
  - I Teddy boys della canzone, réalisation de Domenico Paolella
  - Sanremo - La grande sfida, réalisation de Piero Vivarelli
- 1962 :Le Jour le plus court, réalisation de Sergio Corbucci
- 1966 : Rita la zanzara, réalisation de Lina Wertmüller
- 1967 :
  - Non stuzzicate la zanzara, réalisation de Lina Wertmüller
  - La Grosse Pagaille (La feldmarescialla), réalisation de Steno
  - T'as le bonjour de Trinita (Little Rita nel West), réalisation de Ferdinando Baldi